# クロボウモドキ
クロボウモドキ（学名: Monoon liukiuense）とは、バンレイシ科クロボウモドキ属に分類される高木の1種である。沖縄県の八重山諸島と台湾に分布し、1970年代初頭に西表島で発見され、1979年に新種記載された。「クロボウ」とはリュウキュウガキ（カキノキ科）の沖縄方言であり、樹皮や葉がそれに似ていることから「クロボウモドキ」の和名がつけられた。

## 特徴
常緑高木で、樹高15メートル (m) ほどになる。全体はほぼ無毛。幹は直立し、樹皮は黒褐色。
葉は互生、葉柄は長さ5–10ミリメートル (mm)、葉身は卵形から長楕円形、革質、10–25 × 6–10センチメートル (cm)、先端は尖り、基部はややゆがんだ鈍形、無毛、表面は光沢がある。
花期は夏から秋、葉腋に1–6個の花がつく。花序柄は長さ 1–1.5 cm、花柄は長さ 2–3 cm、短毛が散在または無毛。萼片は3枚、円形から三角状円形、長さ 3–5 mm、短毛が散在する。花弁は6枚、細長い披針形、長さ 6–10 cm、初めは緑色で後に黄緑色になる。
果実は枕状楕円形、長さ 2–2.5 cm、直径約 1 cm、赤色を経て冬から春に黒色に熟す。種子は枕形、直径 1.5-2 cm、長さ 2-3 cm。染色体数は 2n = 18。

## 分布
沖縄県の八重山諸島（西表島及び波照間島）と台湾の蘭嶼に分布する。低地の石灰岩地のごく限られた森林内に生育する。西表島には複数の自生地があるが、ダム建設や農地造成によって生育環境が悪化している。また波照間島の御嶽林にはクロボウモドキの純林があるが、台風による風害で生育環境が悪化している（2018年現在）。

## 保全状況評価
絶滅危惧IA類 (CR)（環境省レッドリスト）
日本では、環境省のレッドリストにおいて絶滅危惧IA類（統一カテゴリ名で絶滅危惧I類）の指定を受けている。生育地である下記の地方公共団体が作成したレッドデータブックに掲載されている。
- 沖縄県：絶滅危惧IB類（統一カテゴリ名では絶滅危惧I類）

## 分類
クロボウモドキは1973年8月に玉城松栄が西表島の大富北方の石灰岩地帯で初めて発見したが、この時は花も果実も採取されず属の同定は難航し、初島住彦は Polyalthia と目星をつけつつ米国のウォーカー（Walker）やオランダのファン・ステーニス（van Steenis）に鑑定を依頼したものの、結局何であるのかは判明しなかった。ところが1972年から1981年にかけて行われた社寺林の全国的調査の一環として八重山列島の伝統信仰の聖地・御獄が調査されたことで状況は一変する。1975年6月に琉球大学の宮城康一が波照間島の拝所に多数自生しているのを偶然発見し、果実の標本も採取した。これを受けて初島は当初の見立て通り Polyalthia に属する種であるとの結論に達し、1979年に新種 Polyalthia liukiuensis として記載した。ホロタイプ（正基準標本）は先述の宮城が波照間島で採取したもの（5707番）で、琉球大学理学部の植物標本室に所蔵されている。これに伴い、Polyalthia には、クロボウモドキ属の和名が充てられた。
その後、Polyalthia が多系統群であることが示され、分類学的再検討が行われた。その結果、クロボウモドキはインドネシアのジャワ島などに産する Monoon lateriflorum (Blume) Miq. をタイプ種とする Monoon に組み替えられた。これに伴い、クロボウモドキ属に対応する学名は Monoon になり、Polyalthia の和名はサメハダノキ属となった。